# HTTPS Everywhere
HTTPS Everywhere це вільне і відкрите розширення для браузерів Google Chrome, Mozilla Firefox і Opera, розроблене спільно The Tor Project і Electronic Frontier Foundation (EFF). Воно автоматично змушує вебсайти використовувати більш захищене HTTPS з'єднання замість HTTP, якщо вони його підтримують.

## Розробка
Розробка HTTPS Everywhere була натхненна збільшенням використання Google HTTPS, і розширення проектувалося з ідеєю використання HTTPS коли тільки можливо. Частина коду заснована на реалізації HTTP Strict Transport Security розширення NoScript, але HTTPS Everywhere задумано бути простіше у використанні, ніж NoScript. EFF надає користувачам інформацію про те, як додати списки правил HTTPS HTTPS Everywhere, а також інформацію про те, які сайти підтримують HTTPS.

### Платформи, що підтримуються
Загальнодоступна бета версія HTTPS Everywhere для Firefox була випущена в 2010, а версія 1.0 2011. Бета для Google Chrome-вийшла в лютому 2012. У 2014 представлена версія для Android.

## SSL Observatory
SSL Observatory це опція HTTPS Everywhere введена у версії 2.0.1 яка аналізує сертифікати відкритого ключа для визначення скомпрометованих кореневих центрів сертифікації, та вразливості користувача до атак посередині. У 2013, ICANN Security and Stability Advisory Committee (SSAC) зазначив, що набір даних, використовуваних SSL Observatory, часто вважає проміжні центри сертифікації окремо, збільшуючи кількість кореневих центрів сертифікації. SSAC критикував SSL Observatory за потенційно перебільшене число внутрішніх іменних сертифікатів, та зазначив, що вона використовує набір даних, що датуються 2010 роком.

## Відгуки
Два дослідження рекомендували вбудовування функціональності HTTPS Everywhere в браузер на Android. В 2012, Eric Phetteplace описав його як «можливо найкраща відповідь атакам в стилі Firesheep доступний на всіх платформах». В 2011, Vincent Toubiana і Vincent Verdot відзначили деякі недоліки плагіна HTTPS Everywhere, включаючи необхідність підтримувати список сервісів, які мають HTTPS, і те що деякі сервіси перенаправляють на HTTPS незважаючи на те що вони ще недоступні HTTPS, не дозволяючи користувачеві розширення отримати доступ до сервісу.